# هنري بيكاو
هنري بيكاو (بالفرنسية: Henry Bauchau)‏‏ (22 يناير 1913 في ميشيلين - 21 سبتمبر 2012 ) عالم نفس، وشاعر، وكاتب مسرحي، وروائي، ومعالج نفسي، وكاتب، وواضع كلمات الأوبرا من بلجيكا.

## الجوائز
- جائزة ماكس جاكوب  [لغات أخرى]‏
- جائزة فيكتور روسل [الإنجليزية]‏
- الجائزة الأدبية الكبرى لجمعية الآداب [الإنجليزية]‏
- Prix du Livre Inter [الإنجليزية]‏
- وسام جوقة الشرف
- الجائزة الكندية الفرنسية للجماعة الأدبية لبلجيكا  [لغات أخرى]‏

## روابط خارجية
- هنري بيكاو على موقع الموسوعة البريطانية (الإنجليزية)